# Alfie Allen
Alfie Evan James Allen (Hammersmith, Londres, 12 de setembro de 1986) é um ator britânico, mais conhecido por interpretar Theon Greyjoy na série de televisão Game of Thrones da HBO. 
Alfie, nascido em Hammersmith, é filho de Keith Allen e a produtora de filmes Alison Owen. Allen frequentou o St. John's College em Southsea, Portsmouth; e o Fine Arts College, em Hampstead.
É irmão da cantora Lily Allen.

## Carreira
A primeira aparição profissional de Allen foi em um one-off do Chanel 4 (comédia), You Are Here, em 1998, co-escrito por Matt Lucas e David Walliams. No mesmo ano, sua irmã Lily apareceu em um filme de 1998, Elizabeth, produzido pela mãe, Alison Owen. Os seus primeiros trabalhos incluem pequenos papéis em O Agente Teen 2 - Missão Londres, dirigido por seu tio Kevin Allen, o filme Atonement e o drama histórico da BBC1, Casualty 1907, como Nobby Clark, e o mensageiro do rei em The Another Boleyn Girl.
No dia 31 de janeiro de 2008, em Chichester, ele tomou o papel de Daniel Radcliffe em Equus, em uma tour nacional. Em abril de 2009 ele co-estrelou com a sua então parceira, Jaime Winstone, no videoclipe de ''Dust Devil'', por Madness. Ele também teve um papel no filme da BBC2, Freefall.
Allen chegou ao reconhecimento internacional quando foi chamado para fazer parte do elenco como Theon Greyjoy na série da HBO de fantasia medieval, Game of Thrones, em 2011.
Allen continuou a trabalhar em filmes, aparecendo em Soulboy, The Kid, Freestyle, Powder E "Uma Noite no Museu 2" em 2010. Em 2012 ele estrelará em um thriller inglês, Confine.
A sua irmã Lily Allen, compôs a música "Alfie" em sua homenagem.

## Filmografia

### Cinema
| Ano  | Título                                 | Papel                    |
| ---- | -------------------------------------- | ------------------------ |
| 1998 | You Are Here                           |                          |
| 1998 | Elizabeth                              | Filho de Earl de Arundel |
| 2004 | Agent Cody Banks 2: Destination London | Berkhamp no Contrabaixo  |
| 2007 | Atonement                              | Danny Hardman            |
| 2008 | Reflexos da Inocência                  | Kevin Hubble             |
| 2008 | The Other Boleyn Girl                  | King's Messenger         |
| 2009 | Freefall                               | Ian                      |
| 2010 | Soulboy                                | Russ Mountjoy            |
| 2010 | The Kid                                | Dominic                  |
| 2010 | Freestyle                              | Jez                      |
| 2010 | Powder                                 | Wheezer                  |
| 2012 | Confine                                | Henry                    |
| 2014 | Plastic                                | Yatesy                   |
| 2014 | John Wick                              | Iosef Tarasov            |
| 2016 | Pandemia                               | Wheeler                  |
| 2018 | O Predador                             |                          |

### Televisão
| Ano       | Título                    | Papel         | Notas                                      |
| --------- | ------------------------- | ------------- | ------------------------------------------ |
| 2008      | Casualty 1907             | Nobby Clark   | 3 episódios                                |
| 2011–2019 | Game of Thrones           | Theon Greyjoy | 46 episódios                               |
| 2016      | Close to the Enemy        | Ringwood      | 7 episódios                                |
| 2017      | Football: A Brief History | Himself       | 2 episódios, Documentário, History Channel |

## Prêmios e nomeações
| Ano  | Prêmio                         | Categoria                                                     | Trabalho        | Notes    | Ref. |
| ---- | ------------------------------ | ------------------------------------------------------------- | --------------- | -------- | ---- |
| 2011 | Scream Awards                  | Best Ensemble (shared with the cast)                          | Game of Thrones | Indicado |      |
| 2011 | Prêmio do Sindicato dos Atores | Melhor Elenco de Série Dramática (compartilhado com o elenco) | Game of Thrones | Indicado |      |
| 2013 | Prêmio do Sindicato dos Atores | Melhor Elenco de Série Dramática (compartilhado com o elenco) | Game of Thrones | Indicado |      |
| 2014 | Prêmio do Sindicato dos Atores | Melhor Elenco de Série Dramática (compartilhado com o elenco) | Game of Thrones | Indicado |      |
| 2015 | Empire Awards                  | Empire Hero Award (compartilhado com o elenco)                | Game of Thrones | Venceu   |      |
| 2015 | Prêmio do Sindicato dos Atores | Melhor Elenco de Série Dramática (compartilhado com o elenco) | Game of Thrones | Indicado |      |
| 2016 | Prêmio do Sindicato dos Atores | Melhor Elenco de Série Dramática (compartilhado com o elenco) | Game of Thrones | Indicado |      |